# 哈氏藍吻犁頭鰩
哈氏藍吻犁頭鰩（學名：Glaucostegus halavi），又稱哈氏藍吻犁頭鰩，為軟骨魚綱犁頭鰩目藍吻犁頭鰩科藍吻犁頭鰩屬的其中一種，被IUCN列為極危保育類動物，分布於西印度洋紅海、波斯灣、阿拉伯海海域，深度0至100公尺，本魚體延長而平扁，鼻子短而寬，尖端圓，體色褐色至灰色，體長可達120公分，棲息於沿海至大陸棚沙泥底質海域，為底棲性魚類，肉食性，以軟體動物和魚類為食，卵胎生，一次可產下10尾幼魚，生活習性不明。